# Campeonato Maranhense de Futebol de 1976
O Campeonato Maranhense de Futebol de 1976 foi a 55º edição da divisão principal do campeonato estadual do Maranhão. O campeão foi o Sampaio Corrêa que conquistou seu 14º título na história da competição. O artilheiro do campeonato foi Cabecinha, jogador do Sampaio Corrêa, com 8 gols marcados.

## Premiação
| Campeonato Maranhense de 1976       |
| São Luís                            |
| ----------------------------------- |
| Sampaio Corrêa Campeão (14º título) |